# Lou Costello
Lou Costello (Paterson, New Jersey, 1906. március 6. – Beverly Hills, Kalifornia, 1959. március 3.) amerikai komikus és színész.

## Életútja
A New Jersey állambeli Patersonban született. Apja olasz volt, anyja pedig amerikai. Kiskorában rajongott Charlie Chaplinért. 1935-ben találkozott össze Bud Abbott-tal, akivel megalapították a híres Abbott és Costello komikus párost. 1936-ban már együtt dolgoztak. A páros nagyon népszerű volt a harmincas-negyvenes-ötvenes években. 36 filmet adtak ki pályafutásuk alatt. A két komikus a rádióban is szerepelt, és reklámfilmekben is feltűntek. Az 1950-es években azonban népszerűségük már folyamatosan csökkent. Costellónak egy felesége, Anne Battler volt, akitől négy gyereke született. Lou Costello 1959. március 3-án halt meg tüdőrákban. Los Angelesben temették el.

## További információ
- Lou Costello a PORT.hu-n (magyarul)
- Lou Costello az Internetes Szinkronadatbázisban (magyarul)
- Lou Costello az Internet Movie Database-ben (angolul)
- Lou Costello a Rotten Tomatoeson (angolul)